# Famille Jacobsen
La famille Jacobsen est une famille d'origine néerlandaise, implantée en France depuis le XVIe siècle à Dunkerque (Flandre maritime, département du Nord), entrée dans l'histoire de France à double titre. Elle s'illustre d'abord en comptant dans ses rangs plusieurs corsaires dunkerquois, dont un ancêtre du célèbre Jean Bart. Ensuite, une seconde branche de la famille, installée dans le futur département de Vendée, contribue à la mise en valeur de l'île de Noirmoutier, tout en s'intégrant aux notabilités régionales : maires de Noirmoutier-en-l'Île, de Beaufou. Si les Jacobsen de Dunkerque ne brillent plus après la période de la guerre de course, la branche vendéenne continue de s'illustrer jusqu'au XXe siècle.

## Armes - Devise
« D'azur à une fasce ondée d'or, portant en chef, un compas ouvert de même ». Ou les mêmes avec « en pointe, un sabre en pal ».
Devise : Wisslick Komelick (Force, Courage).

## Histoire
Les Jacobsen viennent des Pays-Bas, où le nom est relativement répandu, de même qu'en Belgique. Ceux venus s'implanter en France proviennent de la Brille (Brielle). Clays Jacobsen de la Brille, est envoyé en Angleterre en 1309 par Guillaume III de Hollande (Guillaume Ier de Hainaut), comte de Hollande, pour une négociation à propos des dommages causés par les prises faites en mer. Les Jacobsen arrivent à Dunkerque au XVIe siècle. Lors de la réforme protestante, qui a lieu au même siècle, quelques uns, adeptes de la réforme, quittent Dunkerque : un Jehan Jacobsen est présent en Hollande, ayant pu fuir Dunkerque en raison de la répression menée par les gouverneurs des Pays-Bas espagnols et autrichiens contre la religion réformée, notamment Ferdinand Alvare de Tolède, duc d'Albe. Au début du XVIIe siècle, la fièvre religieuse étant retombée, ce Jean Jacobsen demande à rentrer à Dunkerque. L'archiduc Albert (Albert d'Autriche) le lui permet en lui accordant abolition et pardon. Jehan abjure sa foi protestante devant le curé de Dunkerque, entre au magistrat (administration municipale) de la ville, prête serment de fidélité au roi d'Espagne.
De nombreux Jacobsen de Dunkerque comptent parmi les corsaires de la ville. Le caveau des Jacobsen s'est longtemps trouvé dans la chapelle Sainte-Barbe de l'église Saint-Éloi de Dunkerque.
Au XVIIIe siècle, un membre s'implante en Vendée et joue un rôle majeur dans la mise en valeur de l'île de Noirmoutier. Ses descendants prennent le relais, deviennent des notables locaux et fondent une véritable dynastie qui prospère jusqu'aux environs de la première moitié du XXe siècle. Par la suite, un certain déclin se confirme, même s'il demeure de nos jours de nombreux Jacobsen, en Vendée et dans d'autres lieux, tel Henri Jacobsen qui prononce un discours à Bourges en 1963, ou une descendante habitant Bruxelles en 1976, la baronne de la Motte.
La famille Jacobsen de Vendée a confié les papiers de famille à l'association des Amis de l'île de Noirmoutier qui œuvre en liaison avec les Archives départementales de la Vendée.

## Corsaires à Dunkerque
Les corsaires dunkerquois du nom de Jacobsen, exercent cette activité pendant presque deux siècles, au service de leur suzerain : le roi d'Espagne, jusqu'en 1662, date à laquelle Dunkerque devient définitivement française (voir Histoire de Dunkerque). Plusieurs d'entre eux s'illustrent dans ces actions. En revanche, s'ils sont encore présents sur Dunkerque après le XVIIe siècle, ils ne laissent plus de traces notables dans l'histoire de la ville.
Principaux personnages :
- Jehan Jacobsen Ier, né vers 1520, mort vers 1563, est indiqué capitaine corsaire de Dunkerque en 1555[9],[10].
- Matthieu Jacobsen Ier, (?-1600 ou 1606). Présumé fils de Jehan Ier et frère de Michel Ier, Matthieu Jacobsen est un capitaine de navire corsaire actif entre 1593 et 1600, année de sa mort[11]; une autre source[12] date celle-ci de 1606, lors d'une sortie en mer pour rompre le blocus de Dunkerque pendant la Guerre de Quatre-Vingts Ans[12]. En 1593, il ramène dans la cité un navire pris en mer chargé de blé[13]. En 1595, il fait une prise en mer avec son frère Michel Ier[14]. Il commande ensuite un navire de guerre armé pour le compte du duc Juan Alvarado. Admis dans la marine royale espagnole en 1596, il a sous ses ordres un des bâtiments de l'escadre de Dunkerque placée sous les ordres du vice-amiral Van Wacken[13]. En 1600, il est réquisitionné avec Michel Ier par l'amiral d'Arenberg (sans doute Charles d'Arenberg) pour compléter sa flotte[9]. Un service funèbre pour le repos de son âme et celui de son épouse a été fondé en l'église Saint-Éloi de Dunkerque, la date de cette cérémonie anniversaire étant fixée au 8 juillet de chaque année[12].
- Michel Jacobsen Ier, (1560-1632 ou 1633), est le fils de Jean et le plus illustre des corsaires dunkerquois portant ce nom de famille, surnommé le Renard de la mer, El Zorro Del Mare, par ses adversaires, en raison de sa grande habileté[9]. En 1588-1589, il est dédommagé pour avoir été pilote de l'Armada d'Espagne (Invincible Armada). Michel Jacobsen Ier meurt en 1632 ou 1633[15], ayant été vice-amiral des armées navales du roi d'Espagne, chevalier de l'ordre de Saint-Jacques, vaillant corsaire au service de son roi. Il est père de douze enfants dont plusieurs capitaines de vaisseaux de guerre.
- François Jacobsen, fils de Michel Ier, capitaine d'un navire de guerre dans l'escadre espagnole de François Rivera en 1628[16].
- Jean Jacobsen II, (1588-1622), autre fils de Michel Ier. Il s'agit d'un autre héros dunkerquois : Jan Jacobsen. Confronté à une flotte hollandaise supérieure en nombre, après un combat acharné, il préfère faire exploser son navire plutôt que de le voir tomber aux mains de l'ennemi.
- Agnès Jacobsen Ire (1592- ?), fille de Michel Ier, veuve d'un premier mariage, épouse le 30 janvier 1618, Michel Bart, fils d'Antoine. Michel Bart et Agnès Jacobsen sont les grands-parents de Jean Bart[17].
- Antoine Jacobsen II, fils de Michel I, né à Dunkerque, capitaine de navire[18].
- Charles Jacobsen Ier, (1595-1637), fils de Michel Ier, nait à Dunkerque en 1595. Capitaine de navire corsaire, il est promu capitaine de galion en 1624, un an après la mort de son père, à la demande de Jacques Colaert, corsaire dunkerquois et amiral de Flandre, en raison de la vaillance de Charles et des services rendus par son père[19]. Il est capitaine dans l'escadre Ribera en 1628[20]. Il est le membre de la famille qui fait affirmer les armes de celle-ci[5].
- Charles Alexandre Jacobsen, (1629-1691), fils de Charles Ier, nait le 5 octobre 1629[21]. Il alterne les périodes où il se livre au cabotage, parfois sous pavillon hollandais, et les moments où il est capitaine corsaire au service de la France. En tant que corsaire, Alexandre commande en 1665, dans l'escadre du Ponant, sous les ordres d' Abraham Duquesne, une frégate Notre-Dame des Anges, armée de 16 canons et montée par 150 hommes d'équipage[22], chargée d'escorter des navires de transport (bélandres) entre Dunkerque et Boulogne. La guerre de Dévolution en 1667, avec l'Espagne, amène ses premières courses. Il déçoit, considéré comme manquant de courage. Un temps écarté, il retrouve un navire corsaire quand débute la guerre de Hollande, en 1672 et de 1674 à 1676, navigue avec Jean-Bart[23]. En 1678, au retour de la paix, il retourne au cabotage. En 1688, éclate la guerre de la Ligue d'Augsbourg, il retrouve un navire corsaire pendant quelque temps. Capitaine de second plan, la réputation de corsaire d'Alexandre Jacobsen reste discutée[20].
- Charles Jacobsen II, (1663-?), fils de Jean Jacobsen III, nait le 16 août 1663. Il est capitaine de corsaire victorieux en 1695[24]. Il fait enregistrer ses armes le 3 septembre 1697.
- Cornil Jacobsen, (1644- 1711), fils de Pierre Jacobsen, vient au monde à Dunkerque en 1644. Échevin de la ville et châtellenie de Bourbourg, le 8 septembre 1705, il fait un second mariage à l'âge de 61 ans, son épouse en ayant 19[25]. Il meurt à Bourbourg le 3 juin 1711, à l'âge de 67 ans[26], est inhumé le 5 dans l'église Saint-Jean-Baptiste de Bourbourg[27].

## Défricheurs et notables en Vendée
Les Jacobsen arrivent sur l'île de Noirmoutier au XVIIIe siècle. Ils s'y implantent durablement et jouent un rôle majeur dans la mise en valeur de l'île. Plusieurs générations se distinguent dans ce rôle. Leur forte implantation locale fait d'eux des notables qui laissent de nombreuses traces de leur présence, tout en essaimant dans les environs au fil du temps. Ils sont retrouvés jusqu'à nos jours, malgré un déclin sensible amorcé à partir de la fin du XIXe siècle.
Principaux personnages :
- Cornil Guislain Jacobsen, (1709-1787), nait le 11 septembre 1709 à Bourbourg du second mariage de son père Cornil Jacobsen. Il arrive à Noirmoutier en 1737, s'intègre aux notables locaux[28] et s'associe avec deux familles pour agrandir les terres cultivables de l'île. Il entreprend de grandes actions d'assèchement des marais dont celui de l'île de la Crosnière, commune actuelle de Beauvoir-sur-Mer, remarquable par sa fertilité. Il assure la pérennité du fameux passage du Gois[29], liaison permanente entre l'île de Noirmoutier et le continent à marée basse[30]. Il décède le 19 mars 1787, à l'âge de 78 ans. Des lettres d'anoblissement accordées par Louis XVI antidatées du 11 mars, pour prendre effet avant son décès, sont prises pour le distinguer[8],[28].
- Jean Corneille (ou Cornil) Jacobsen de la Crosnière[8], (1750-1834), nait le 27 décembre 1750 à Noirmoutier. Il se déplace à Dunkerque en 1785 à l'occasion de la cérémonie anniversaire du décès de Matthieu Jacobsen Ier, pour marquer le lien avec son ascendance afin de favoriser la démarche familiale d'accession à la noblesse (il fait constater sa présence par acte notarié)[12]. Jean Corneille Jacobsen est fermier de l'abbaye de la Blanche lorsqu' éclate la Révolution française. Il conserve ses biens mais son hôtel de Noirmoutier est réquisitionné et livré au pillage, sa fille Marie Jacobsen Ire y meurt de faim[31] et sa sœur Élisabeth périt sur l'échafaud en 1794. Lui-même et son épouse sont arrêtés, emprisonnés à Nantes le 25 mars 1793, puis assignés à résidence à Blois. Ils ne rentrent chez eux qu'après 1799[8]. Il répare les dégâts commis par la mer en 1811 et 1820[32], fait construire à ses frais en 1812, le chemin de halage du port de Noirmoutier, la future chaussée Jacobsen, et assure le dessèchement, achevé en 1815, de deux nouvelles portions de terrain appelés en relation avec ses origines flamandes : Petit Mallenbourg et Grand Mallenbourg (ce sont deux fiefs situés dans la région de Dunkerque, dans la châtellenie de Bourbourg[33]). Il gagne ainsi plus de quatre cents hectares sur l'océan[34]. Jean Corneille Jacobsen est également capitaine des chasses à Noirmoutier, ancien député de l'île de Noirmoutier à la Cour de France en 1775, maire de Noirmoutier-en-l'Île pendant 25 ans, de 1805 (nommé par Napoléon Ier rencontré lors du passage de l'empereur en Vendée en 1808[35]) à 1830, conseiller général de la Vendée[34] de 1805 à 1830[8], inspecteur général des bois de l'île, membre de la Société Patriotique bretonne[36]. Il se distingue encore par son action en faveur de la culture : en 1790, il sauve de la destruction un acte important relatif à l'abbaye de la Blanche[37] et rassemble une collection importante de livres, d'objets d'art, d'autographes, dont ceux provenant du cabinet de Thieriot, ami, correspondant et légataire de Voltaire. Il publie Correspondance et pièces inédites de Voltaire, Paris, en 1820[38]. En 1827, il vend à la Bibliothèque nationale de France, une bible datant du XIIIe siècle[39]. Il meurt à Noirmoutier-en-l'Île le 19 septembre 1834, à l'âge de 84 ans [34], en ayant reçu plusieurs distinctions : grand-croix de l'Ordre de Saint-Philippe du Lion de Limbourg en septembre 1787 puis grand-maître des cérémonies de cet ordre en France[31]; chevalier de l'ordre royal de la Légion d'honneur le 30 décembre 1816, pour prendre date du 30 août 1814[40], récompense pour avoir facilité l'entrée de l'armée royale sur l'île de Noirmoutier en juillet 1815, après avoir refusé de prêter serment de fidélité à Napoléon Ier, pendant la période des Cent Jours, et pour cette raison avoir été destitué de sa fonction de maire par le général Lamarque[41]; médaille d'or de la société d'encouragement pour l'industrie nationale en 1829[34],[42]. Il est inhumé à la Crosnière[28].
- Charles Jacobsen III, fils de Jean Corneille, lieutenant de vaisseau, auteur d'ouvrages sur la marche et la construction de navires, mort en 1836. Il avait refusé de reconnaître Louis-Philippe Ier pour roi et a ainsi brisé sa carrière[31].
- Marie Amand Jacobsen, fils de Jean Corneille, curé de Mallièvre, en rebâtit l'église puis le presbytère dans les années 1850.
- Alexandre Jacobsen, fils de Jean Corneille, né le 12 octobre 1809, propriétaire à Noirmoutier, membre pour le canton de Noirmoutier du jury d'expropriation pour cause d'utilité publique de 1854 à 1859[43], épouse Virginie Beauséant ou Baussan de la Vallière (originaire de Blois). Le couple se sépare, et l'ex-épouse va faire saisir les biens de son mari, amorçant le déclin de la famille[8]. Il meurt à Paris.
- Auguste Jacobsen Ier, (1800-1873), fils de Jean Corneille, nait le 24 janvier 1800 à Nantes. Il poursuit l'œuvre familiale : il assèche en 1830 « la Nouvelle Brille » nom choisi par référence à ses aïeux néerlandais, élève en 1833-1834 contre la mer une digue de 2 400 mètres qui soutient 3,66 mètres d'eau et assure ainsi le dessèchement de « la Tresson »[8]. Auguste Ier poursuit cette œuvre jusqu'à environ 1860, date à laquelle l'endettement consécutif aux investissements nécessaires pour les travaux d'assainissement des marais, et les litiges incessants avec la famille Baussan causent des difficultés financières, la famille doit commencer à vendre[28]. Maire de Noirmoutier-en-l'Île de 1847 à 1865, date de sa démission, il est nommé en 1851 membre pour le canton de Noirmoutier de la chambre consultative du département de la Vendée[44]. Auguste Jacobsen Ier gère les biens de la famille restés en indivision, (gérés collectivement), ainsi que ceux des familles alliées dont l'abbaye de la Blanche[8]. Il meurt à Noirmoutier-en-l'Île le 31 mars 1873, à l'âge de 73 ans[28].
- Antonin Jacobsen, fils d'Auguste, capitaine au long cours, commandant de navires de commerce, puis capitaine d'armement à Bordeaux, inspecteur des bassins de carénage aux chantiers de l'Ouest, mort le 11 septembre 1900.
- Henri Jacobsen Ier, (1836-1913), fils d'Auguste, continue de gérer les biens familiaux dans l'île où il est propriétaire, mais s'installe sur le continent, au château des Granits à Beaufou. Il y est maire de 1875 à 1913. Il meurt le 6 septembre 1913 à Beaufou[8],[28].
- Raphaël Marie Jacobsen (1873-1962), fils d'Henri Ier, maire de Beaufou de 1913 à 1935, membre du jury d'expropriation pour cause d'utilité publique en 1921- 1923[45], meurt à Nantes le 5 octobre 1962[28].

Henri Jacobsen II, fils d'Henri Ier et Raphaël Marie Jacobsen, son frère, vont accentuer le retrait de la famille de l'île de Noirmoutier : Henri II , receveur de l'enregistrement, se déplace beaucoup pour raisons professionnelles, Raphaël, s'installe à Nantes où il dirige la filiale locale d'une compagnie d'assurances. Le morcellement des propriétés, débuté à l'époque d'Alexandre Jacobsen et de sa séparation d'avec Virginie Baussan, suivi de nombreux litiges, se poursuit, la vente des terrains du bois de la Chaise va entamer le processus de liquidation : les biens de la famille sur l'île sont progressivement vendus.

## Alliances
À Dunkerque, les Jacobsen nouent fréquemment alliance avec d'autres familles de corsaires : famille Weus (corsaire Cornil Weus), famille Bart, famille Wittebolle, etc.
À Noirmoutier, leurs conjoints comptent parmi les grandes familles locales : familles Cormery, Danguy de Vuë, Vallée, Lamandé, (voir François Laurent Lamandé), etc.

## Hommages
- Une statue de Michel Jacobsen figure au fronton de l'hôtel de ville de Dunkerque ;
- Une rue de Dunkerque porte le nom de Jacobsen ;
- Un musée Jacobsen existe dans la commune[46] ;
- Dans l'agglomération dunkerquoise, différents lieux portent le nom Jacobsen, dont une résidence et un parc à Saint-Pol-sur-Mer[47] ;
- L'hôtel Jacobsen de Noirmoutier-en-l'Île est édifié à partir de 1761 ; agrandi au fil du temps, il reste l'immeuble le plus important de la commune, acheté et restauré par la Communauté de communes de l'Île-de-Noirmoutier[48], classé monument historique depuis 2013[49] ;
- À Noirmoutier-en-l'Île, une chaussée porte le nom de la famille, la jetée Jacobsen, avec une stèle en l'honneur de Cornil Guislain Jacobsen ;
- En 1935, une médaille dite « Médaille du croiseur Dunkerque » gravée en bronze, porte au verso le nom d'illustres marins dunkerquois : Jacobsen - Jean Bart - François Bart - Vanstabel[50].

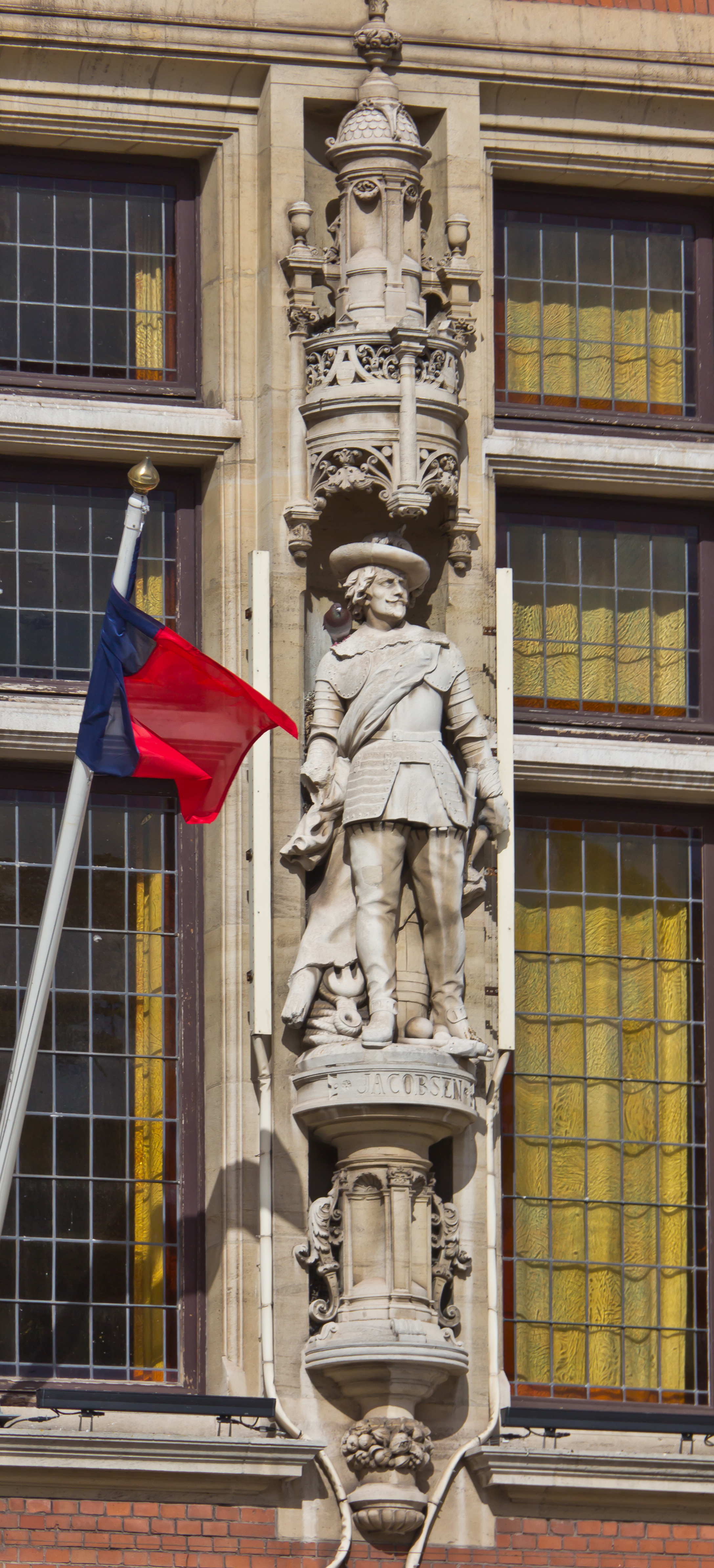
Statue de Jacobsen, mairie de Dunkerque.
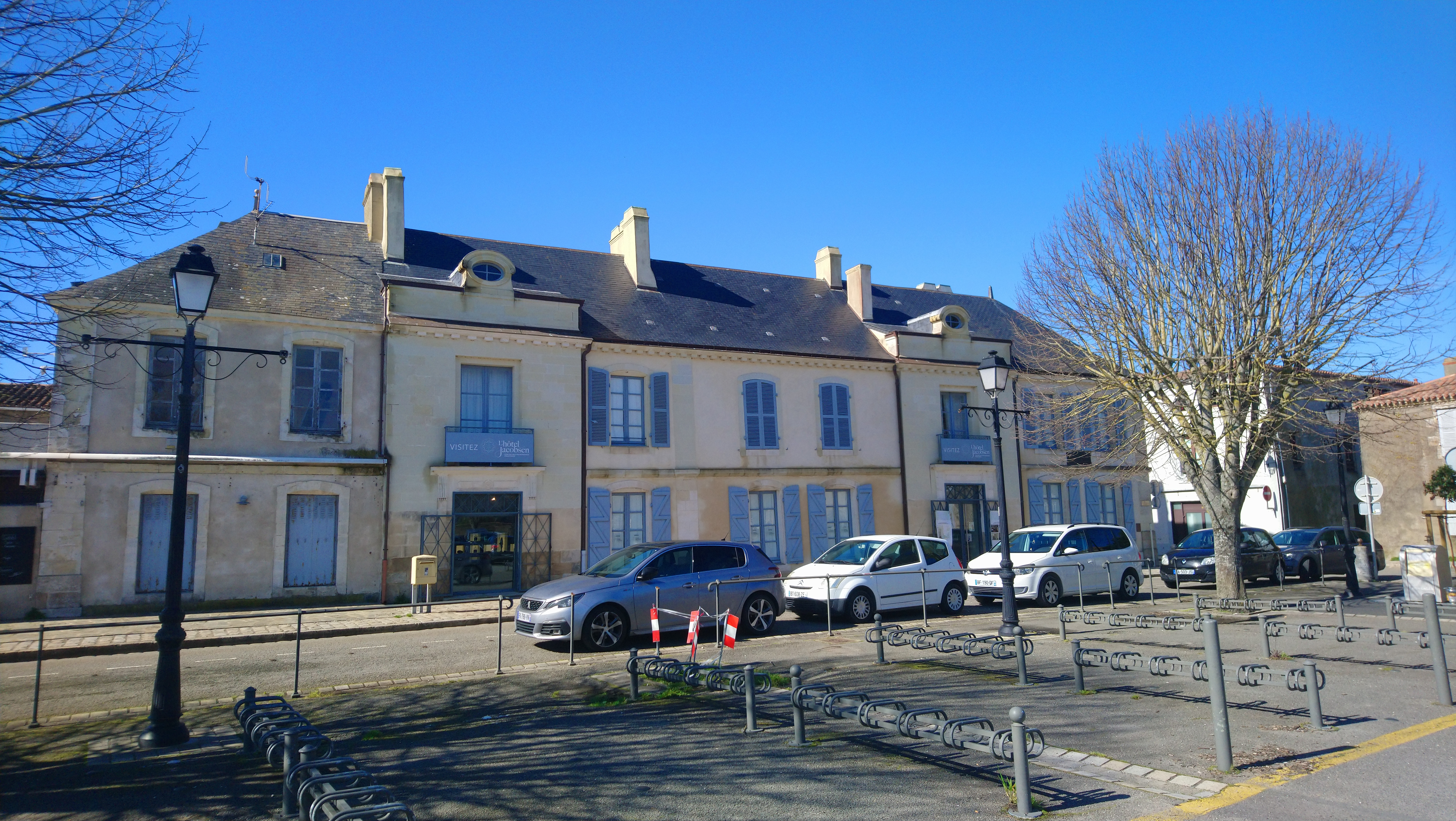
L'hôtel particulier Jacobsen, Noirmoutier-en-l'Île.
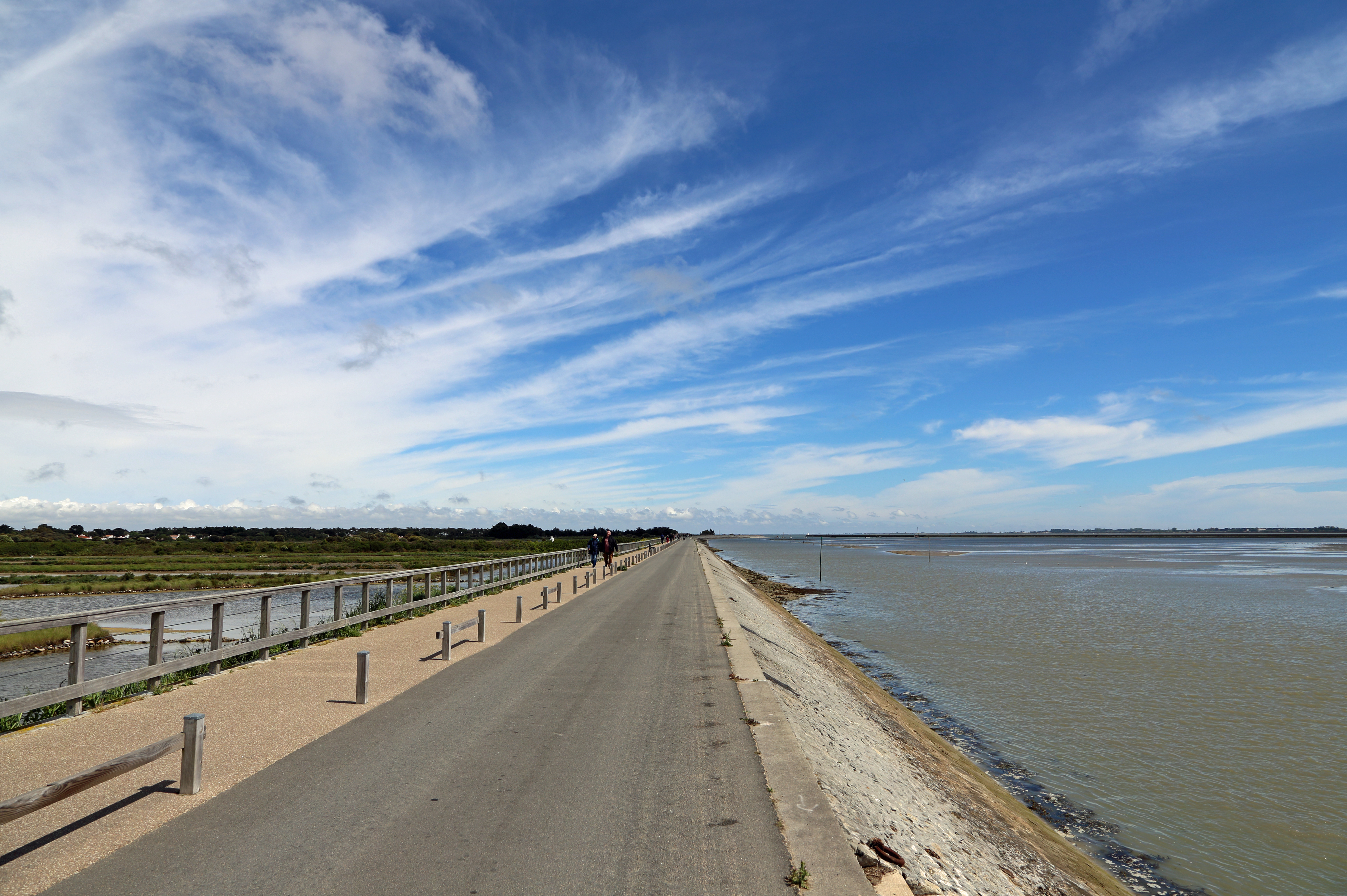
La jetée Jacobsen, Noirmoutier-en-l'Île.